# Gyümölcsoltó Boldogasszony
A Gyümölcsoltó Boldogasszony (latinul: Annuntiatio Beatae Mariae Virginis) Jézus fogantatásának, illetve a születése hírüladásának főünnepe, melyet a római katolikus egyház március 25-én ünnepel.

## Az ünnep kialakulása
A katolikus egyház ezen a napon emlékezik az angyali üdvözletre, vagyis arra a bibliai történetre, amikor Gábriel arkangyal megvitte Názáretbe Szűz Máriának a megtestesülés örömhírét:
„… az Isten elküldte Gábor angyalt Galilea Názáret nevű városába egy szűzhöz, aki egy Dávid házából való férfinak, Józsefnek volt a jegyese, és Máriának hívták. Az angyal belépett hozzá és megszólította: – Üdvözlégy, kegyelemmel teljes! Veled van az Úr! Áldottabb vagy minden asszonynál. (…) Ne félj, Mária, mert kegyelmet találtál az Istennél! Íme, fogansz méhedben, és fiút szülsz, akit nevezz Jézusnak.”
Az ünnep kialakulásában fontos szerepet játszott Jakab ősevangéliuma, amely azt hirdeti, hogy a világ teremtése, Jézus fogantatása és kereszthalála ugyanazon a napon, március 25-én történt. Az ünnep napját úgy számolták ki, hogy Jézus születésének ünnepnapjától, december 25-től visszaszámoltak kilenc hónapot, és így március 25-e jött ki. 624 óta van tudomásunk Jézus fogantatásának ünnepléséről. 692-ben a trullai zsinat helyesnek ítélte ünneplését.

## Elnevezései
I. Szergiusz pápa honosította meg, latin elnevezése: Annuntiatio Domini lett. Magyar elnevezése onnan ered, hogy a fák oltását ezekben a napokban szokták végezni a gazdák. 
- A debreceni és a Winkler-kódexben: Gyümölcsoltó Boldogasszony
- A szegedi Lánykódexben: Testfogadó Boldogasszony
- A lőcsei kalendáriumban: Boldogasszony fogadása
- A moldvai csángók között: Gyümőcsótó[3]
- Az Érdy-kódexben: Asszonyunk Szűz Máriának szeplőtelen fogantatja
- A müncheni kódexben: Máriának hirdetete napja[4]

Ma is érvényes latin elnevezése: Annuntiatio Beatae Mariae Virginis

## A magyar vallásos néphagyományban
A néphagyomány szerint az az asszony, aki ezen a napon érintkezik a férjével, biztosan áldott állapotba kerül.
A gazdák szerint ha a gyümölcsoltást (vagy szemzést stb.) ezen a napon végezzük, akkor a növény meg fog maradni és jó termést hoz a jövőben.